# Национално знаме на Доминиканска република
Националното знаме на Доминиканска република е прието на 28 ноември 1966 година. Знамето е съставено от бял кръст, който разделя знамето на четири части в синьо, червено, червено и синьо. В средата на кръста и знамето се намира държавния герб. За разлика от оригиналния дизайн, подреждането на цветовете в квадратите е малко различен въпреки че първият проект е всъщност знамето на Хаити с бял кръст. Синият цвят символизира свобода, червеното кръвта на националните герои, а кръста християнството.

## Знаме през годините
- (1844 – 1849)